# UNOC Medaille
De UNOC Medaille is een van de Medailles voor Vredesmissies van de Verenigde Naties.
UNOC is de afkorting voor de "UN Operation in the Congo", de vredesoperaties in de pas van België onafhankelijk geworden Democratische Republiek Congo van 1960 tot juni 1964. Nederlandse deelnemers kwamen in aanmerking voor de Herinneringsmedaille VN-Vredesoperaties. De secretaris-generaal van de Verenigde Naties kende de deelnemende militairen en politieagenten de UNOC Medaille toe. Zij kregen de bronzen medaille aan een groen lint met een blauw met witte boord.
Er is ook een UNOC Medaille aan een hemelsblauw lint met twee witte strepen, als de United Nations Medal, en op het lint een kleine gesp met het woord "CONGO".